# Rata Blanca
Rata Blanca é uma banda de heavy metal formada na cidade de Buenos Aires, Argentina, em 1986, e que é considerada uma das mais importantes e influentes bandas de heavy metal em espanhol, que durante sua carreira exploraram vários outros géneros musicais como o power metal, speed metal, hard rock e metal neoclássico, combinando riffs pesados com estruturas melódicas e harmónicas da música clássica.

## História
Criada pelo guitarrista Walter Giardino no ano de 1986, em pouco tempo conseguiu reconhecimento entre os fãs e críticos do gênero. Apresentam influências de Deep Purple, Rainbow e Led Zeppelin. Suas letras são em espanhol.
Em 1988 gravaram seu primeiro disco chamado Rata Blanca, o qual trazia clássicos absolutos como Gente del Sur, Chico Callerejo, Solo para Amarte e outros. Em 1989 ingressaram na banda Hugo Bistolfi, nos teclados, e o vocalista Saul Blanch, com seus agudos limpos e altos.
Em 1990 foi lançado o segundo álbum da banda chamado Magos, Espadas y Rosas, tendo uma incrível aceitação e convertendo-se em uma das bandas mais populares de heavy metal dentro de seu país, no ano de 1991. Este álbum já contava com outro vocalista e seu nome era Adrian Barilari que seguia uma linha vocal melódica. Alguns clássicos deste álbum são La Leyenda del Hada y el Mago, El camino del Sol, Dias Duros entre outros. Também trazia músicas instrumentais que usavam elementos flamencos, demonstrando toda a técnica do guitarrista Walter Giardino que seguramente é um dos melhores da América do Sul.
Em 1992 lançaram Guerreros del Arco Iris. Este álbum trazia a banda mais entrosada do que nunca. Adrian Barilari mostrava ser um dos mais competentes vocalistas de heavy metal. Alguns de seus clássicos absolutos foram Abrazando al Rock and Roll, a faixa-título, Hombre de Hielo y Angeles de Acero.
Em 1993 soltaram mais um álbum, desta vez só com cinco músicas. El Libro Oculto trazia a banda mais pesada do que o habitual heavy clássico que vinha fazendo até então. As músicas de maior destaque do álbum foram Basura, Asesinos e Cuarto Poder.
Em 1994 decidem chamar Mário Ian (ex-Alakrán) para os vocais sob a vontade de transformar o som da banda mais pesado, seu vocal era agressivo e agudo (qualquer semelhança com Rob Halford é mera coincidência). Outro que entrou na banda foi Javier Retamozo nos teclados e com isso soltam no mesmo ano Entre el Cielo y el Infierno. O álbum tem uma ótima aceitação e eles tocam nos EUA e inclusive no Brasil, além de alguns países da América do Sul. Seus maiores sucessos foram En el Bajo Flores, Bajo Control, Obsesión, Jerusalén, Sin tu Amor nada Existe etc. No fim desta tour sai o espetacular vocalista Mario Ian mas a banda solta um álbum ao vivo para manter seu nome no topo.
Em 1996 sai En Vivo en Buenos Aires que trazia um show da tour de Guereros del Arco Iris e não de Entre el Cielo y el Infierno. Com isso a banda prova que ao vivo, também possui a mesma excelência do que em estúdio. Algumas músicas que compõem este álbum são Hombre de Hielo, Solo para amarte, La Leyenda del Hada y el Mago, Dias Duros, Angeles de Acero etc. Também traz a banda tocando com uma orquestra clássica no mesmo palco.
Em 1997 lançam Rata Blanca e era seu sétimo e último trabalho. Com a saída de Mario Ian, o escolhido para o vocal foi Gabriel Marian que talvez tenha sido o mais fraco vocalista da banda. Algumas poucas músicas se destacam como Madame X, Rey de la Revolución, Anarquía e Héroes. Em abril de 1998 Walter Giardino, fundador da banda, declara o fim do Rata Blanca alegando que a pouca divulgação deste último trabalho acelerou a decisão. Disse que se juntarão pelo menos uma vez por ano para fazer algum show.
Em 2015 lançam o álbum Tormenta Electrica, gravado no Brotheryn Studios (Califórnia) e masterizado no Roma Phonic (Buenos Aires).
Em 27 de maio de 2017 faleceu o baixista da formação original Guillermo Sánchez na cidade de Buenos Aires devido a septicemia, produto de uma bactéria. A morte foi anunciada pelo vocalista Adrián Barilari através das redes sociais..

## Membros
- Walter Giardino – guitarra (1986–1998, 2000–atualmente)
- Adrián Barilari – vocal (1989–1993, 2000–atualmente)
- Fernando Scarcella – bateria (2000–atualmente)
- Danilo Moschen – teclados (2010–atualmente)
- Pablo Motyczak – baixo (2017–atualmente)

Formação clássica: Adrian Barilari (vocal), Walter Giardino (guitarra), Gustavo Rowek (bateria), Sergio Berdichevsky (guitarra), Guillermo Sánchez (baixo) e Hugo Bistolfi (teclados).
Última formação (antes do fim): Gabriel Marian (vocal), Sergio Berdichevsky (guitarra), Walter Giardino (guitarra), Gustavo Rowek (bateria), Guillermo Sánchez (baixo) e Javier Retamozo (teclados).

## Discografia
- Rata Blanca (1988)
- Magos, Espadas y Rosas (1990)
- Guerrero del arco iris (1991)
- El libro oculto (1993)
- Entre el cielo y el infierno (1994)
- En vivo en Buenos Aires (1996)
- Rata Blanca VII (1997)
- Grandes Canciones (2000)
- Rata Blanca (single) (2001)
- Teatro Gran Rex (single) (2001)
- Entre el cielo y el infierno/El libro oculto (2001)
- El camino del fuego (2002)
- Highway on Fire (single) (2002)
- Poder vivo (2003)
- La llave de la puerta secreta (2005)
- El reino olvidado (2008)